# Weybourne
Weybourne est un village et une paroisse civile du comté de Norfolk en Angleterre, situé de part et d'autre de la route côtière, à quatre kilomètres à l'ouest de Sheringham. Le village est entouré de champs arables, bois et terres. L'endroit est dit excellent pour profiter de promenades typiques à la campagne et sur la côte. L'observation de la vie sauvage et en particulier des oiseaux y est très populaire.

## Histoire
Dans le recensement Domesday Book réalisé pour Guillaume le Conquérant en 1086, le village est mentionné sous le nom de Wabrume. Il reste des traces d'un prieuré des augustins, fondé par Sir Ralph de Meyngaren (Mainwearing) vers le début du XIIIe siècle là à l'emplacement d'une petite église saxonne. En 1494, seul un prieur et trois chanoines y vivaient ; l'un de ces derniers se plaignit que le prieuré fût si pauvre qu'il ne pouvait pas lui payer ses 20 shillings annuels. En 1514, il n'y avait plus qu'un prieur et un chanoine, et il en fut ainsi jusqu'à ce qu'Henri VIII ordonnât la dissolution des monastères et prieurés.

## Personnalités liées à la commune
- John Major possède une maison de vacance à proximité de Weybourne. Homme politique britannique, il fut Premier ministre du Royaume-Uni entre 1990 et 1997.